# Salluca psitticula
Salluca psitticula är en fjärilsart som beskrevs av Paul Dognin 1917. Salluca psitticula ingår i släktet Salluca och familjen tandspinnare. Inga underarter finns listade.